# Sporobolus coromandelianus
Sporobolus coromandelianus là một loài thực vật có hoa trong họ Hòa thảo. Loài này được (Retz.) Kunth miêu tả khoa học đầu tiên năm 1829.